# Tachina turanica
Tachina turanica là một loài ruồi trong họ Tachinidae.